# Station Les Loges-Saulces
Station Les Loges-Saulces is een voormalig spoorwegstation in de Franse gemeente Les Loges-Saulces. Het station is gesloten.  